# Akademie für gesprochenes Wort

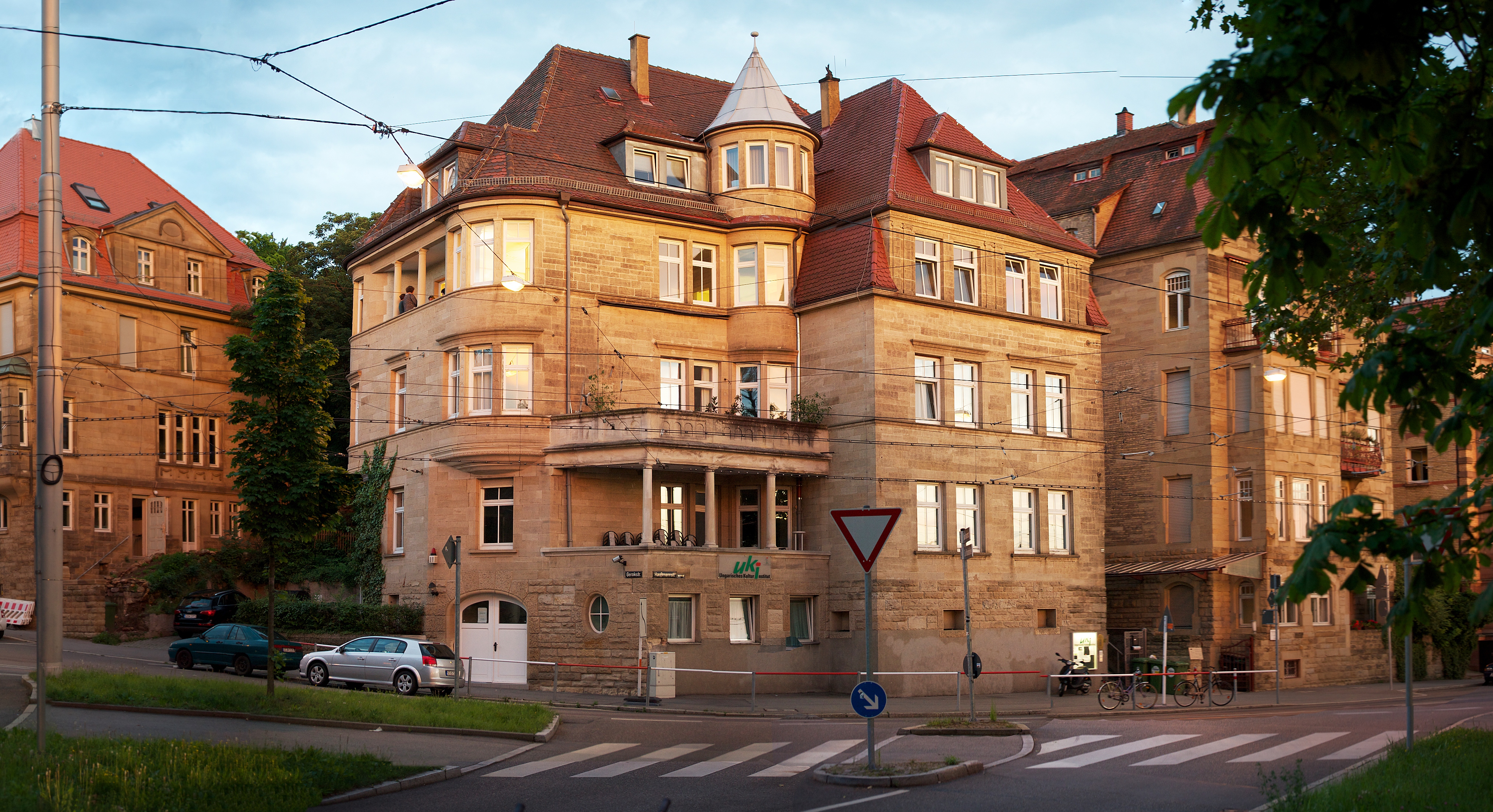
Ansicht der Haußmannstraße 22

Die Akademie für gesprochenes Wort ist auf den Feldern der Kunst und Kultur sowie der Wissenschaft und Bildung tätig. Sie wurde 1993 als private Stiftung von Uta Kutter gegründet und knüpft an die Arbeit des studio gesprochenes wort an, einer künstlerischen Einrichtung der Hochschule für Musik und Darstellende Kunst Stuttgart unter der Leitung von Uta Kutter. Uta Kutter ist auch auf Lebenszeit bestellte Direktorin der Akademie.

## Ziele
Die Akademie für gesprochenes Wort wurde 1993 als private Stiftung von Uta Kutter gegründet und ist auf den Feldern der Kunst und Kultur sowie der Wissenschaft und Bildung tätig. Sie knüpft an die Arbeit des ›studio gesprochenes wort‹ an, einer künstlerischen Einrichtung der Staatlichen Hochschule für Musik und Darstellende Kunst Stuttgart unter der Leitung von Uta Kutter.
Zweck der Akademie ist die Förderung der Kultur der gesprochenen Sprache und der Dichtung. Mit unterschiedlichen Veranstaltungsformen und Projekten der Hör-, Sprach- und Sprechentwicklung vermittelt die Akademie die Kultur der Freien Rede, des Dialogs und der Diskussion.
Die Verpflichtung gegenüber dem gesprochenen Wort und der gesprochenen Sprache gewinnt an Bedeutung angesichts der Entwicklung der Neuen Medien und des demografischen Wandels. Diesen Herausforderungen begegnet die Akademie mit Programmelementen im Bereich der interkulturellen wie der schulischen Bildung.
Der Akademiegedanke entstand und formte sich in zahlreichen Gesprächen unter anderem im Hause Ernst und Michael Klett. Wesentlich beteiligt waren Persönlichkeiten aus Kultur, Politik und Wirtschaft wie Marcus Bierich, Karl Moersch, Walter Seuferle, Bernhard Zeller, Walther Zügel und weitere.

## Tätigkeiten
Die Akademie bietet Lese- und Erzählreihen, Sprechseminare und Meisterklassen, „literarische Exkursionen“ und literarische Veranstaltungen in der Öffentlichkeit wie auch in privatem Rahmen. Hierzu zählen insbesondere Lesungen, Rezitationen, musikalisch-literarische Programme, experimentelle Sprachspiele. Durch dieses Engagement der Akademie werde die Kultur der freien Rede – quer durch Stile und literarische Epochen –, des Dialogs und der Diskussion vermittelt. Hinzu kommen Engagements mit speziellen Auftragsarbeiten für offizielle und nichtoffizielle Anlässe.
Seit 1996 besteht eine Kooperation mit der Staatlichen Hochschule für Musik und Darstellende Kunst, mit der zusammen die Biennale „Internationale Stuttgarter Stimmtage“ ausgerichtet wird.
All dies gliedert sich in die drei Themengebiete: Kunst, Wissenschaft und Bildung.

### Kunst
Veranstaltungsreihen wie die Stuttgarter Lesebühne, Meisterkurse sowie die Programme des Sprecherensemblesbilden den Kern der Aktivitäten im Bereich Kunst. Enge Nahtstellen zu Bildung und Wissenschaft sind gegeben und konzeptioneller Bestandteil etwa der Meisterklassen.

### Wissenschaft
Im Schnittfeld zwischen den Tätigkeitsfeldern Bildung und Wissenschaft bewegen sich sowohl die Aktivitäten der Akademie im Rahmen der Internationalen Stuttgarter Stimmtage, die 2014 ihr zehntes Jubiläum feierten, als auch die zahlreichen Kooperationen mit Hochschulen und Universitäten. Neben Lehraufträgen kooperiert die Akademie etwa im Rahmen des Moderationsstudiengangs der Hochschule der Medien in Form der Jurytätigkeit von Uta Kutter und Annikke Fuchs-Tennigkeit. 2015 startete die Reihe »Wissenschaftsfragen«.
Alle zwei Jahre richtet die Akademie die Internationalen Stuttgarter Stimmtage aus, die Wissenschaftlern und Künstlern aus aller Welt ein Forum für den interdisziplinären Austausch bieten. Das einmalige Forum zum Phänomen Stimme hat sich international etabliert und wird von Vertretern unterschiedlicher Disziplinen – Sprech- und Schauspielkunst, Sprech- und Sprachwissenschaft, Logopädie und Hals-Nasen-Ohren-Heilkunde – als Drehscheibe ihres Wissensaustausches aufmerksam verfolgt.
Im Rahmen der Stimmtage-Eröffnung wurde 2002 das lange geplante und vorbereitete Transdisziplinäre Stimmforschungsinstitut von Peter Frankenberg, Minister für Wissenschaft, Forschung und Kunst der Öffentlichkeit vorgestellt.

### Bildung
Neben Vortrags- und Gesprächsreihen sowie literarischen Exkursionen widmet sich die Akademie im Bereich Bildung verstärkt dem Angebot von Kursen und Seminaren im Rahmen der sprachlichen wie beruflichen Bildung – mit steigender Tendenz in Vorschulen, Schulen, bei pädagogischen Tagen, für Erzieherinnen, in der Lehrerfortbildung – und in der Mitarbeiterfortbildung für Unternehmen.
Die Mitglieder des Sprecherensembles, die pädagogisch wie künstlerisch ausgebildet sind, übernehmen die Konzeption und Leitung der Veranstaltungen. Sie entwickeln mit den Partnern maßgeschneiderte Formate.
Für das sprachliche Bildungsprogramm »Von Anfang an…« wurde die Akademie 2012 mehrfach ausgezeichnet (Kiwanis Preis | »365 Orte im Land der Ideen«).
Dies alles wird umgesetzt durch das Sprecherensemble der Akademie. Dieses besteht in der Regel aus Absolventen und Studierenden des Instituts für Sprechkunst und Kommunikationspädagogik der Staatlichen Hochschule für Musik und Darstellende Kunst Stuttgart. Seit Ende 2018 hat die Akademie für gesprochenes Wort ein festes Sprecherensemble. Dieses Ensemble führt künstlerische sowie pädagogische Veranstaltungen durch.

## Auftritte (Auswahl)
- Internationale Stuttgarter Stimmtage, seit 1996
- Gesprochene Antike, seit 2012 in Kooperation mit der Universität Stuttgart und dem Landesmuseum Stuttgart[6]
- »Elektrische Wellen fließen durch die blonde Nacht …«, 2015
- Deutscher Evangelischer Kirchentag Stuttgart, 2015
- Großstadtrauschen – Das Sprecherensemble in Brüssel, 2016
- Hörzeit | »…den Tod für uns zerbrochen, den Himmel aufgeschlossen…« – Frauen in der Reformation, 2017
- Hörzeit | Bitte: Schön!, 2017
- Hörzeit | »Küsse, Bisse, … wer recht von Herzen liebt…«, 2017
- »Ecoute! Stimmen aus Paris«, 2019
- »GrenzenLos!«, 2019
- Hashtag Metamorphose, 2021 in Kooperation mit dem Landesmuseum Stuttgart[7]

## Vorstand
- Vorsitzende: Christine Arlt-Palmer[8]
- Stellvertretender Vorsitzender: N.N.
- Ehrenvorsitzender: Michael Klett
- Akademieleitung: Uta Kutter[8]

## Kuratoriumsleitung
- Vorsitzender: N.N.
- Stellvertretender Vorsitzender: Joachim A. Lang[8]